# Пьеррон, Вероник
Вероник Пьеррон (фр. Véronique Pierron: род. 22 июля 1989 года в Седане, департамент Арденны) — французская спортсменка, принимавшая участие на Олимпийских играх 2006, 2010, 2014 и Олимпийских играх 2018 годов. 5-тикратная призёрка чемпионатов Европы.

## Спортивная карьера
Вероник Пьеррон узнала про шорт-трек в возрасте 8 лет, случайно посетив соревнования на катке Шарлевиль-Мезьер. Она росла с двумя активными братьями в маленькой деревушке Франшваль, что находится в Арденнах. Её отец Жан-Марк Пьеррон был учителем физкультуры в средней школе, и учил Вероник кататься на роликовых коньках. Когда Веронике исполнилось 15 лет в 2004 году, она присоединилась к программе спортивного обучения и переехала в 150 км от дома, чтобы тренироваться.
С 2002 по 2011 года она завоёвывала титулы чемпионки Франции. На Олимпийских играх в Турине Пьеррон была запасной в эстафетной команде. Затем она участвовала в юниорских чемпионатах мира, участвовала в них четыре раза. В январе 2010 года она взяла бронзу на дистанции 1000 метров на чемпионате Европы в Дрездене. На Олимпиаде в Ванкувере на дистанции 500 метров прошла до четвертьфинала и заняла 14 место.
В том же 2010 году у Пьеррон был двойной перелом шейного позвонка на соревнованиях в Квебеке. Последствия могли быть драматичными, но в она довольно быстро оправилась. После ухода Стефани Бувье она стала лидером команды на целых 4 года. В то же время она продолжала учиться в бизнес-школе в Реймсе. В 2012 году приняла участие в чемпионате Европы в Млада-Болеславе и вновь выиграла бронзу на 1000 метров.
Лучший результат на чемпионате мира у неё был в 2012 году, где заняла 6-е место на дистанции 1500 метров, и в том же году получила травму колена, у неё был разрыв крестообразной связки, и это было действительно очень тяжело и надолго. На Олимпийских играх в Сочи Вероник заняла 10 место на 1500 метров и 17 место на 1000 метров. А в 2015 году приняла участие в чемпионате Европы в Дордрехте и взяла очередную бронзу на 1500 метров.
В 2016 году в Сочи она выиграла бронзу на дистанции 500 метров, а в 2018 году на чемпионате Европы в Дрездене заняла 3-е место в эстафете. Олимпийские игры в Пхёнчхане Пьеррон завершила на дистанции 1500 метров с 13 результатом, 1000 метров — на 15 месте, а 500 метров — на 25 месте. В сезоне 2018/19 годов Пьеррон выиграла свою первую индивидуальную медаль на Кубке мира.
Весной 2019 года она приняла решение снова сделать операцию на колене и ей хирург удалил часть поврежденного мениска. Вероник приняла решение продолжать карьеру дальше, но из-за операции она сильно отстала, а затем произошла смена тренера, и ей было трудно адаптироваться. После чего решила завершить карьеру и стала работать наставником молодых спортсменов и руководить клубом конькобежного спорта Реймса.